# شمس‌خان
شمس‌خان (درگز)، روستایی از توابع بخش لطف‌آباد شهرستان درگز در استان خراسان رضوی ایران است.

## جمعیت
این روستا در دهستان زنگلانلو قرار دارد و براساس سرشماری مرکز آمار ایران در سال ۱۳۸۵، جمعیت آن ۲۹۴ نفر (۸۷خانوار) بوده‌است.